# Campo Real
Campo Real é um município da Espanha, na província e comunidade autônoma de Madrid. Tem 61,75 km² de área e em 2021 tinha 6 416 habitantes (densidade: 103,9 hab./km²). Limita com os municípios de Arganda del Rey, Loeches, Perales de Tajuña, Pozuelo del Rey e Valdilecha.